# Baureihe 80
Baureihe 80 – niemiecka lokomotywa parowa produkowana w latach 1927-1929 dla kolei niemieckich. Wyprodukowanych zostało 39 lokomotyw. Parowozy zostały wyprodukowane do przeprowadzania manewrów na stacjach kolejowych. Jeden parowóz zachowano jako eksponat zabytkowy.